# Виртус (баскетбольный клуб, Болонья)
«Виртус» (итал. Virtus) — итальянский баскетбольный клуб из города Болонья.

## История
Своё начало коллектив берёт ещё в конце XIX века как студенческая команда, официальный статус клуб получил в 1927 году, сразу поднявшись на ведущие места в Италии, постоянно выигрывая чемпионат и кубок страны. Первый успех в Кубке Европейских Чемпионов пришёл в 1981 году, тогда под руководством американского тренера Терри Дрисколла «Виртус» дошёл до финала, где проиграл всего одно очко израильскому «Маккаби». Успех в этом турнире пришёл после прихода на пост главного тренера Этторе Мессина. Уже в 1998 году «Виртус» берут главный европейский трофей, обыграв в финале греческий АЕК, в следующем году снова финал, теперь с «Жальгирисом», но удача была на стороне литовцев. Через два года в 2001 году снова победа, теперь в финале был обыгран «Таугрес». В следующем году «Виртус» уступил в финале греческому «Панатинаикосу», это был последний успех, команду покинул главный спонсор — завод Киндер, принадлежащий шоколадной фабрике Ferrero (chocolate), начались финансовые проблемы. В 2003 году, завершив чемпионат в «Серии А» на 14 месте из 18 команд, «Виртус» отправился в низшую лигу, откуда он сумел выбраться в 2005 году, и уже через два года завоевал серебряные медали, уступив золото «Сиене». В 2009 году коллектив сумел выиграть Кубок вызова. Вновь стал чемпионом Италии  в сезоне 2020/2021.

## Титулы
- Победитель Евролиги (2 раза): 1998, 2001
- Победитель Еврокубка: 2022
- Финалист Евролиги (3 раза): 1981, 1999, 2002
- Чемпион Италии (15 раз): 1946, 1947, 1948, 1949, 1955, 1956, 1976, 1979, 1980, 1984, 1993, 1994, 1995, 1998, 2001, 2021, 2025
- Обладатель Кубка Италии (8 раз): 1974, 1984, 1989, 1990, 1997, 1999, 2001, 2002
- Обладатель Суперкубка Италии (3 раза): 1995, 2021, 2022
- Обладатель Кубка обладателей Кубков: 1990
- Обладатель Кубка вызова: 2009
- Победитель Лига чемпионов: 2019

## Спонсоры
- 1928—1953 — Виртус
- 1953—1958 — Минжанти Виртус
- 1958—1960 — Орансода Виртус
- 1960—1961 — Идролитина Виртус
- 1961—1962 — Виртус
- 1962—1965 — Кнорр Виртус
- 1965—1969 — Канди Виртус
- 1969—1970 — Виртус
- 1970—1974 — Норда Виртус
- 1974—1983 — Синудин Виртус
- 1983—1986 — Гранароло Виртус
- 1986—1988 — Диетор Виртус
- 1988—1993 — Кнорр Виртус
- 1993—1996 — Баклер Виртус
- 1996—2002 — Киндер Виртус
- 2002—2004 — Виртус
- 2004—2006 — Кофе Максим Виртус
- 2006—2007 — ВидиВичи Виртус
- 2007-н.в. — Ла Фортезза Виртус